# Володимирецька селищна територіальна громада
Володимирецька селищна громада — територіальна громада у Вараському районі Рівненської області України. Адміністративний центр — селище Володимирець.
Площа громади —  км², населення —  мешканців (2018).
У теперішньому виді утворена 12 червня 2020 року шляхом об'єднання Володимирецької селищної та Берестівської, Біленської, Великотелковицької, Воронківської, Довговільської, Жовкинівської, Красносільської, Любахівської, Половлівської, Степангородської і Хиноцької сільських рад Володимирецького району.
19 липня 2020 року, в результаті адміністративно-територіальної реформи та ліквідації Володимирецького району, село увійшло до складу Вараського району.

## Населені пункти
До складу громади входять 1 селище (Володимирець) і 21 село: Берестівка, Острівці, Біле, Малі Телковичі, Новосілки, Великі Телковичі, Бишляк, Воронки, Луко, Довговоля, Жовкині, Красносілля, Зелене, Липне, Любахи, Чудля, Половлі, Зелениця, Степангород, Хиночі та Радижеве.